# 24 Heures du Mans 2023
Navigation
Édition précédente Édition suivante
Les 24 Heures du Mans 2023 sont la 91e édition des 24 Heures du Mans, et l'édition du Centenaire de la création de l'épreuve. Elles se déroulent les 10 et 11 juin 2023. Elles constituent la 4e épreuve du championnat du monde d'endurance FIA 2023. 
Le 21 décembre 2022, l'ACO annonce que l'épreuve se déroulera à guichets fermés ; plus aucun billet n'est officiellement disponible à l'achat.

## Engagés

### Invités
La participation aux 24 Heures du Mans se fait sur invitation uniquement.

#### Invitation dans la catégorie Garage 56 ou «Innovative car»
Afin de promouvoir les nouvelles technologies, l'ACO peut inviter un concurrent présentant une voiture innovante, en catégorie « Garage 56 » ou « Innovative car », ne répondant pas aux règlements techniques en vigueur du Championnat du Monde d'Endurance de la FIA.
Pour l'édition 2023, un partenariat entre la NASCAR, Hendrick Motorsports, Chevrolet et Goodyear vise à faire rouler dans cette catégorie une Chevrolet Camaro ZL1 nouvelle génération quasiment identique à celles participant aux NASCAR Cup Series (les principales modifications étant l'ajout de phares avant et de feux arrière fonctionnels, d'un réservoir de plus grande capacité, de disques de frein en carbone et de pneus de course Goodyear Eagle spécialement conçus).

#### Invitations en fonction des résultats aux 24H du Mans ou autres séries/championnats

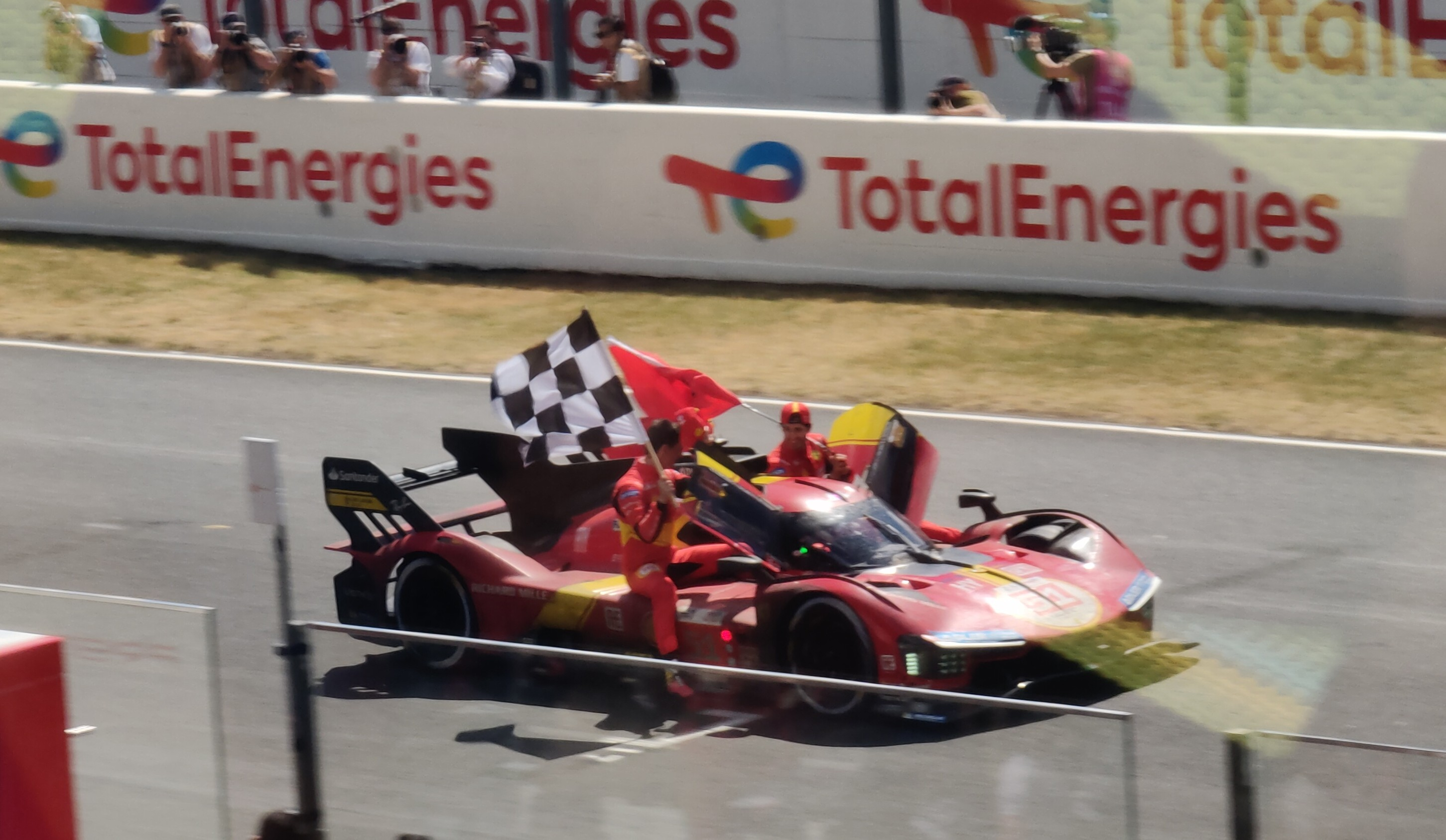
L'équipage de la Ferrari 499P n°51 célébrant, devant la foule, sa victoire lors des 24 Heures du Mans 2023.

Cette liste est d'abord définie par l'annexe 9 du Règlement Particulier des 24 Heures du Mans 2022 puis affinée par l'annexe 8 du Règlement Particulier des 24 Heures du Mans 2023.
Contrairement aux éditions précédentes, aucune invitation automatique n'est attribuée aux vainqueurs de l'édition précédente.
Les invitations attribuées aux écuries selon leurs résultats sont :
- Deux invitations en LMP2 aux écuries les mieux classées du championnat European Le Mans Series 2022 dans cette catégorie.
- Trois invitations en LM GTE Am aux écuries les mieux classées du championnat European Le Mans Series 2022 dans cette catégorie.

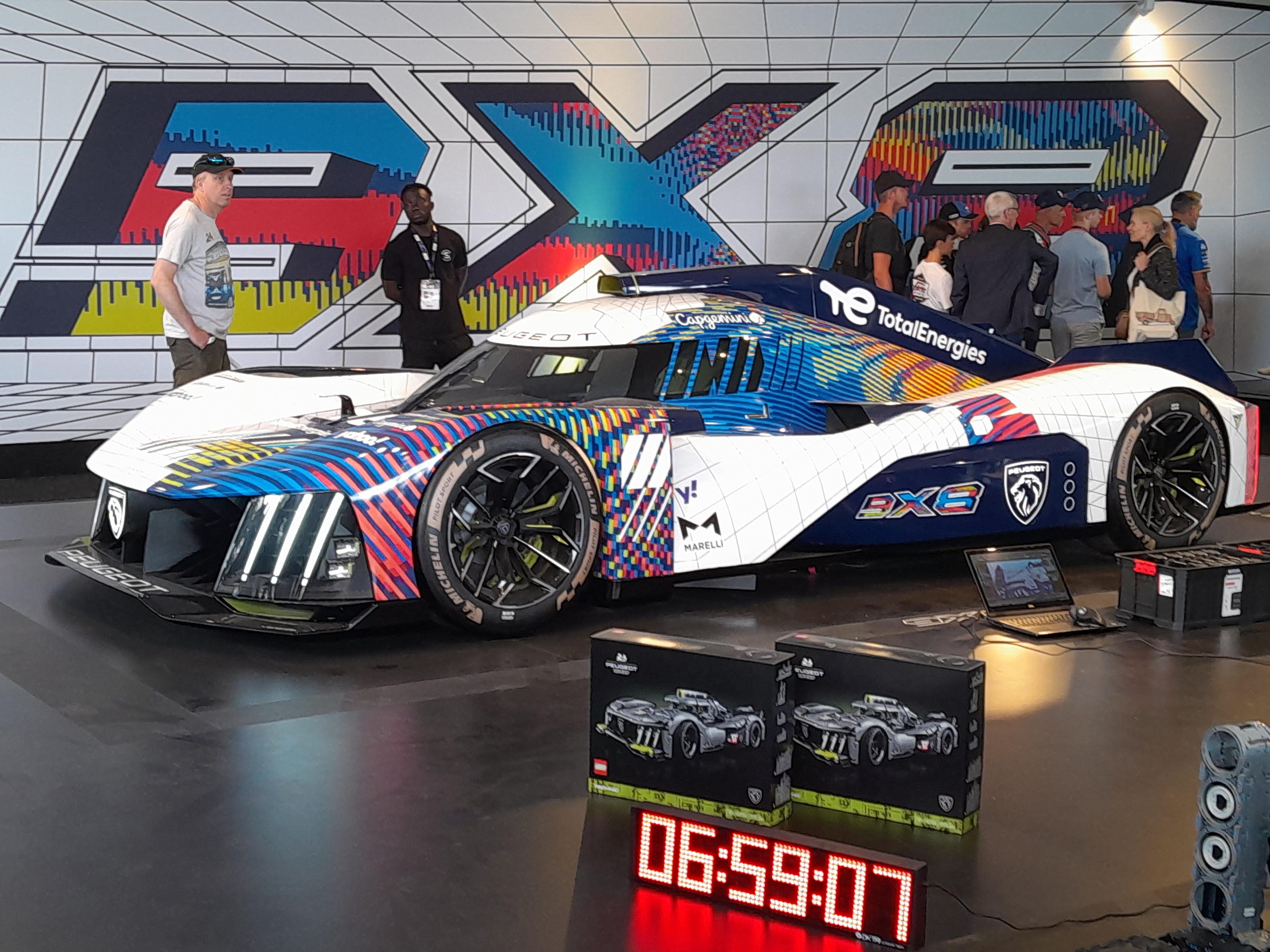
La 9X8 au stand Peugeot avec sa livrée spéciale.

- Une invitation en LMP2 au vainqueur du championnat European Le Mans Series 2022 dans la catégorie LMP3.
- Une invitation en LM GTE Am au vainqueur de la Michelin Le Mans Cup 2022 dans la catégorie GT3.

- Une invitation en LMP2 au vainqueur du championnat Asian Le Mans Series 2023 dans cette catégorie.
- Une invitation en LMP2 au vainqueur du championnat Asian Le Mans Series 2023 dans la catégorie LMP3.
- Une invitation en LM GTE Am au vainqueur du championnat Asian Le Mans Series 2023  dans la catégorie GT3[5].

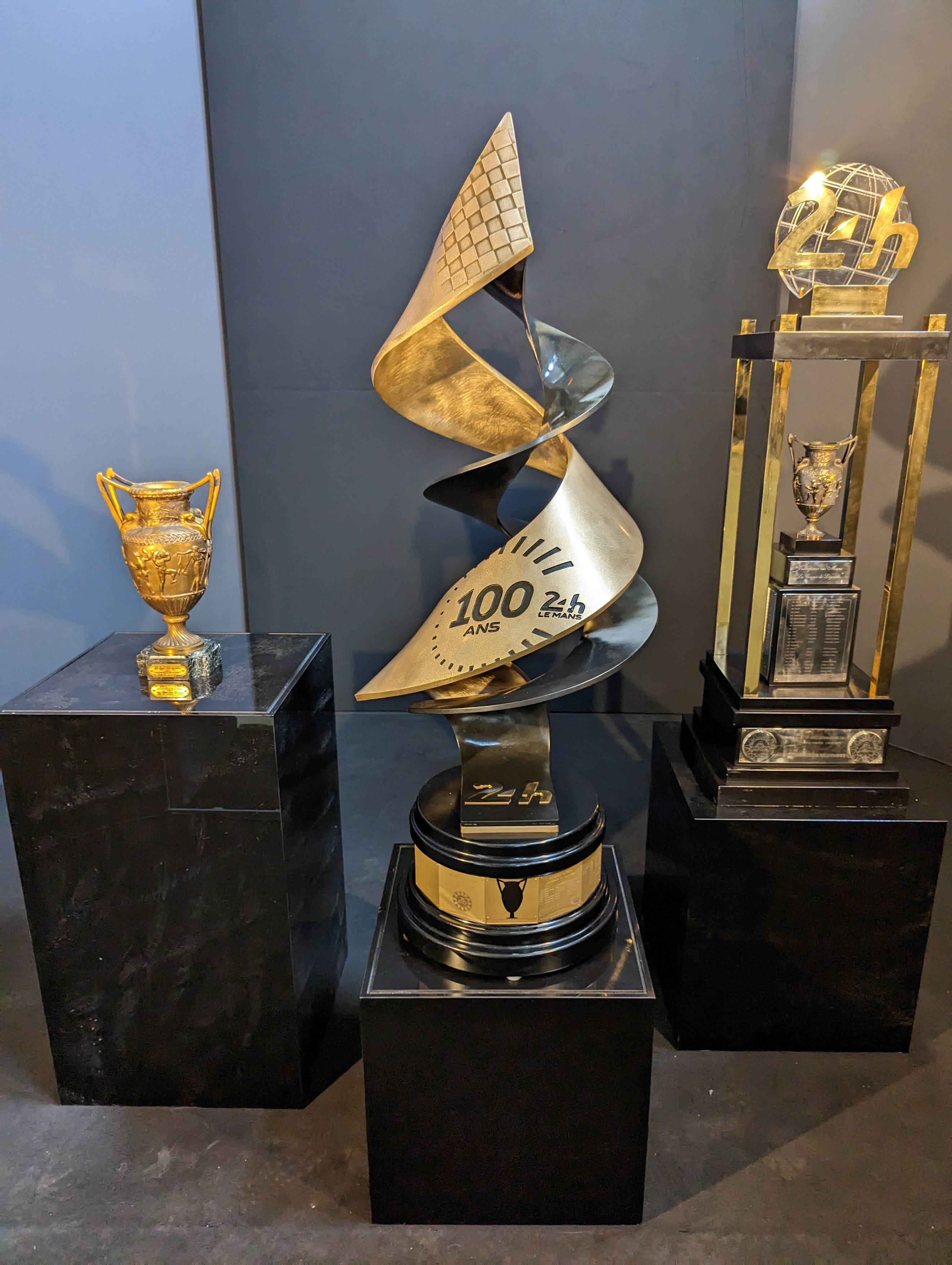
Le trophée du centenaire des 24h du Mans

Trois autres invitations peuvent être attribuées par les organisateurs de l'IMSA WeatherTech SportsCar Championship au lieu de deux les années précédentes. Selon la tradition, l'IMSA a attribué une invitation aux pilotes lauréats des trophées Jim Trueman (en) et Bob Akin (pilotes bronze ou silver ayant marqué le plus de points dans ce championnat, respectivement en catégorie LMP2 et GTD. Ce sont ces pilotes qui choisissent l'équipe avec laquelle ils s'engagent), la troisième a été attribuée en catégorie Hypercar.
Les invitations ne peuvent être attribuées aux concurrents ELMS, WeatherTech SportsCar Championship, Asian Le Mans Series et Michelin Le Mans Cup que s'ils ont participé à toutes les épreuves de la série/championnat concerné.
Les invitations ne peuvent être attribuées aux concurrents des 24 Heures du Mans que s'ils ont participé à toutes les épreuves de l’une des séries ELMS, IMSA WeatherTech SportsCar Championship ou Asian Le Mans Series.
Les invitations ne pourront être accordées que si la voiture concernée est engagée en 2023 dans l'un des trois championnats suivants : l'Asian Le Mans Series, l'European Le Mans Series ou l'IMSA WeatherTech SportsCar Championship.
Une équipe ne peut bénéficier de plus de deux invitations d'après ses résultats.
Les limitations ci-dessus ne s'appliquent qu'aux invitations en fonction des résultats (elles n'empêchent pas des invitations supplémentaires sur dossier pour les équipes concernées).
| Raison de l'invitation                                                                          | HYPERCAR              | LMP2                            | LMGTE Am                           |
| ----------------------------------------------------------------------------------------------- | --------------------- | ------------------------------- | ---------------------------------- |
| Champions ELMS 2022 (LMP2 et GTE)                                                               |                       | Prema Racing                    | Proton Competition                 |
| Deuxième ELMS 2022 (LMP2 et GTE)                                                                |                       | Panis Racing                    | Kessel Racing                      |
| Troisième ELMS 2022 (GTE)                                                                       |                       |                                 | Iron Lynx                          |
| Champion ELMS 2022 (LMP3)                                                                       |                       | Cool Racing                     |                                    |
| Champion Michelin Le Mans Cup 2022 (GT3)                                                        |                       |                                 | GMB Racing                         |
| Lauréat du trophée Jim Trueman (en) attribué par l'IMSA WeatherTech SportsCar Championship 2022 |                       | John Farano (Tower Motorsports) |                                    |
| Lauréat du trophée Bob Akin attribué par l'IMSA WeatherTech SportsCar Championship 2022         |                       |                                 | Ryan Hardwick (Proton Competition) |
| Troisième invitation attribuée par l'IMSA                                                       | Action Express Racing |                                 |                                    |
| Champion Asian Le Mans Series 2023 (LMP2 et GT3)                                                |                       | DKR Engineering                 | Walkenhorst Motorsport             |
| Champion Asian Le Mans Series 2023 (LMP3)                                                       |                       | Graff Racing                    |                                    |

#### Invitation des concurrents engagés dans le Championnat du Monde d’Endurance de la FIA 2023

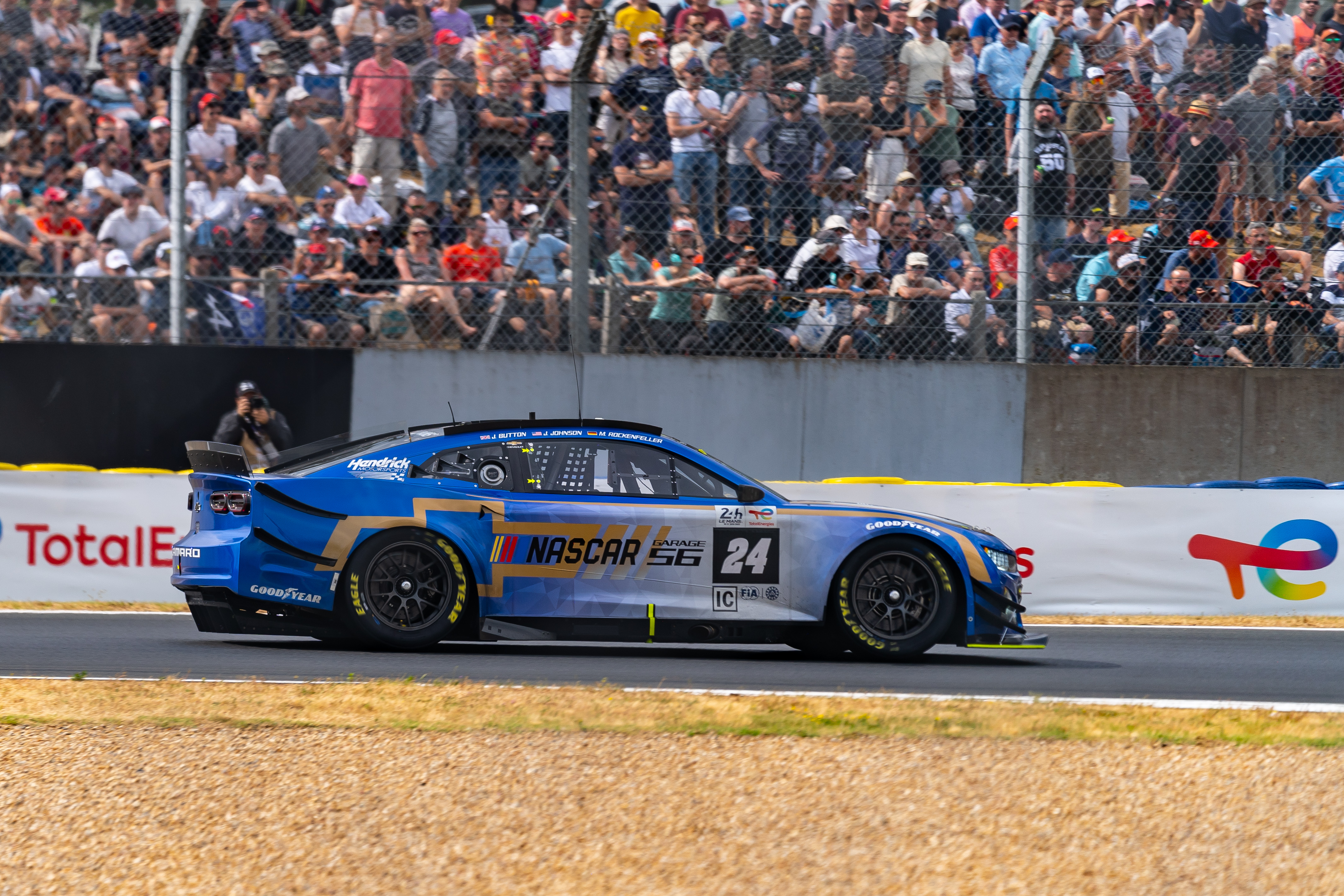
La Nascar pendant la course

Les écuries engagées dans le Championnat du monde d'endurance FIA 2023 sont invitées (les 24H du Mans étant une épreuve de ce championnat).

#### Autres invitations
Les autres invitations sont distribuées à la discrétion de l'ACO (parmi les candidatures déposées).

Les dossiers de candidature doivent être déposés avant le mardi 21 février midi.

### Liste officielle
La liste a été publiée le 27 février à 17 h.

Championnat dans lequel la voiture est engagée : 
- Championnat du monde d'endurance FIA
- European Le Mans Series
- WeatherTech SportsCar Championship
- Asian Le Mans Series

Classe dans laquelle la voiture est engagée : 
- LMP2
- LMP2 Pro/Am

| N°             | Pays     | Écurie                    | Voiture                  | Pneu     | Cl.      | Pilote 1                 | Pilote 2                 | Pilote 3              |
| Hypercar       | Hypercar | Hypercar                  | Hypercar                 | Hypercar | Hypercar | Hypercar                 | Hypercar                 | Hypercar              |
| -------------- | -------- | ------------------------- | ------------------------ | -------- | -------- | ------------------------ | ------------------------ | --------------------- |
| 2              |          | Cadillac Racing           | Cadillac V-Series.R      | M        |          | Earl Bamber              | Alex Lynn                | Richard Westbrook     |
| 3              |          | Cadillac Racing           | Cadillac V-Series.R      | M        |          | Sébastien Bourdais       | Scott Dixon              | Renger van der Zande  |
| 4              |          | Floyd Vanwall Racing Team | Vanwall Vandervell 680   | M        |          | Tom Dillmann             | Esteban Guerrieri        | Tristan Vautier       |
| 5              |          | Porsche Team Penske       | Porsche 963              | M        |          | Dane Cameron             | Michael Christensen      | Frédéric Makowiecki   |
| 6              |          | Porsche Team Penske       | Porsche 963              | M        |          | Kévin Estre              | André Lotterer           | Laurens Vanthoor      |
| 7              |          | Toyota Gazoo Racing       | Toyota GR010 Hybrid      | M        |          | Mike Conway              | Kamui Kobayashi          | José María López      |
| 8              |          | Toyota Gazoo Racing       | Toyota GR010 Hybrid      | M        |          | Sébastien Buemi          | Brendon Hartley          | Ryō Hirakawa          |
| 38             |          | Hertz Team Jota           | Porsche 963              | M        |          | António Félix da Costa   | Will Stevens             | Ye Yifei              |
| 50             |          | Ferrari AF Corse          | Ferrari 499P             | M        |          | Antonio Fuoco            | Miguel Molina            | Nicklas Nielsen       |
| 51             |          | Ferrari AF Corse          | Ferrari 499P             | M        |          | James Calado             | Antonio Giovinazzi       | Alessandro Pier Guidi |
| 75             |          | Porsche Team Penske       | Porsche 963              | M        |          | Mathieu Jaminet          | Felipe Nasr              | Nick Tandy            |
| 93             |          | Peugeot TotalEnergies     | Peugeot 9X8              | M        |          | Paul di Resta            | Mikkel Jensen            | Jean-Éric Vergne      |
| 94             |          | Peugeot TotalEnergies     | Peugeot 9X8              | M        |          | Loïc Duval               | Gustavo Menezes          | Nico Müller           |
| 311            |          | Action Express Racing     | Cadillac V-Series.R      | M        |          | Jack Aitken              | Pipo Derani              | Alexander Sims        |
| 708            |          | Glickenhaus Racing        | Glickenhaus 007          | M        |          | Ryan Briscoe             | Romain Dumas             | Olivier Pla           |
| 709            |          | Glickenhaus Racing        | Glickenhaus 007          | M        |          | Nathanaël Berthon        | Esteban Gutiérrez        | Franck Mailleux       |
| LMP2           |          |                           |                          |          |          |                          |                          |                       |
| 9              |          | Prema Racing              | Oreca 07 - Gibson        | G        | P2       | Juan Manuel Correa       | Filip Ugran              | Bent Viscaal          |
| 10             |          | Vector Sport              | Oreca 07 - Gibson        | G        | P2       | Gabriel Aubry            | Ryan Cullen              | Matthias Kaiser       |
| 13             |          | Tower Motorsports         | Oreca 07 - Gibson        | G        | PA       | René Rast                | Ricky Taylor             | Steven Thomas         |
| 14             |          | Nielsen Racing            | Oreca 07 - Gibson        | G        | PA       | Mathias Beche            | Ben Hanley               | Rodrigo Sales         |
| 22             |          | United Autosports         | Oreca 07 - Gibson        | G        | P2       | Filipe Albuquerque       | Phil Hanson              | Frederick Lubin (en)  |
| 23             |          | United Autosports         | Oreca 07 - Gibson        | G        | P2       | Tom Blomqvist            | Oliver Jarvis            | Josh Pierson          |
| 28             |          | Jota                      | Oreca 07 - Gibson        | G        | P2       | Pietro Fittipaldi        | David Heinemeier Hansson | Oliver Rasmussen      |
| 30             |          | Duqueine Team             | Oreca 07 - Gibson        | G        | P2       | René Binder              | Neel Jani                | Nico Pino             |
| 31             |          | Team WRT                  | Oreca 07 - Gibson        | G        | P2       | Robin Frijns             | Sean Gelael              | Ferdinand Habsburg    |
| 32             |          | Inter Europol Competition | Oreca 07 - Gibson        | G        | PA       | Anders Fjordbach         | Mark Kvamme              | Jan Magnussen         |
| 34             |          | Inter Europol Competition | Oreca 07 - Gibson        | G        | P2       | Albert Costa             | Fabio Scherer            | Jakub Śmiechowski     |
| 35             |          | Alpine Elf Team           | Oreca 07 - Gibson        | G        | P2       | Olli Caldwell            | André Negrão             | Memo Rojas            |
| 36             |          | Alpine Elf Team           | Oreca 07 - Gibson        | G        | P2       | Julien Canal             | Charles Milesi           | Matthieu Vaxiviere    |
| 37             |          | Cool Racing               | Oreca 07 - Gibson        | G        | PA       | Alexandre Coigny         | Malthe Jakobsen          | Nicolas Lapierre      |
| 39             |          | Graff Racing              | Oreca 07 - Gibson        | G        | PA       | Roberto Lacorte          | Patrick Pilet            | Giedo van der Garde   |
| 41             |          | Team WRT                  | Oreca 07 - Gibson        | G        | P2       | Rui Andrade              | Louis Delétraz           | Robert Kubica         |
| 43             |          | DKR Engineering           | Oreca 07 - Gibson        | G        | PA       | Ugo de Wilde             | Maxime Martin            | Tom Van Rompuy (de)   |
| 45             |          | Algarve Pro Racing        | Oreca 07 - Gibson        | G        | PA       | James Allen              | Colin Braun              | George Kurtz          |
| 47             |          | Cool Racing               | Oreca 07 - Gibson        | G        | P2       | Reshad de Gerus          | Vladislav Lomko          | Simon Pagenaud        |
| 48             |          | IDEC Sport                | Oreca 07 - Gibson        | G        | P2       | Laurents Hörr            | Paul Lafargue            | Paul-Loup Chatin      |
| 63             |          | Prema Racing              | Oreca 07 - Gibson        | G        | P2       | Mirko Bortolotti         | Daniil Kvyat             | Doriane Pin           |
| 65             |          | Panis Racing              | Oreca 07 - Gibson        | G        | P2       | Manuel Maldonado         | Tijmen van der Helm      | Job van Uitert        |
| 80             |          | AF Corse                  | Oreca 07 - Gibson        | G        | PA       | Ben Barnicoat            | Norman Nato              | François Perrodo      |
| 923            |          | Racing Team Turkey        | Oreca 07 - Gibson        | G        | PA       | Tom Gamble               | Dries Vanthoor           | Salih Yoluç           |
| LMGTE Am       |          |                           |                          |          |          |                          |                          |                       |
| 16             |          | Proton Competition        | Porsche 911 RSR-19       | M        |          | Ryan Hardwick            | Jan Heylen               | Zacharie Robichon     |
| 21             |          | AF Corse                  | Ferrari 488 GTE Evo      | M        |          | Ulysse de Pauw (en)      | Simon Mann               | Julien Piguet         |
| 25             |          | ORT By TF                 | Aston Martin Vantage AMR | M        |          | Ahmad Al Harthy          | Michael Dinan (en)       | Charlie Eastwood      |
| 33             |          | Corvette Racing           | Chevrolet Corvette C8.R  | M        |          | Nicky Catsburg           | Ben Keating              | Nicolás Varrone (en)  |
| 54             |          | AF Corse                  | Ferrari 488 GTE Evo      | M        |          | Francesco Castellacci    | Thomas Flohr             | Davide Rigon          |
| 55             |          | GMB Motorsport            | Aston Martin Vantage AMR | M        |          | Gustav Birch             | Jens Møller              | Marco Sørensen        |
| 56             |          | Project 1 - AO            | Porsche 911 RSR-19       | M        |          | Matteo Cairoli           | P. J. Hyett (en)         | Gunnar Jeannette      |
| 57             |          | Kessel Racing             | Ferrari 488 GTE Evo      | M        |          | Scott Huffaker (en)      | Takeshi Kimura           | Daniel Serra          |
| 60             |          | Iron Lynx                 | Porsche 911 RSR-19       | M        |          | Matteo Cressoni          | Alessio Picariello       | Claudio Schiavoni     |
| 66             |          | JMW Motorsport            | Ferrari 488 GTE Evo      | M        |          | Thomas Neubauer (en)     | Giacomo Petrobelli       | Louis Prette (en)     |
| 72             |          | TF Sport                  | Aston Martin Vantage AMR | M        |          | Valentin Hasse-Clot (de) | Arnold Robin             | Maxime Robin (de)     |
| 74             |          | Kessel Racing             | Ferrari 488 GTE Evo      | M        |          | Kei Cozzolino            | Yorikatsu Tsujiko        | Naoki Yokomizo (en)   |
| 77             |          | Dempsey - Proton Racing   | Porsche 911 RSR-19       | M        |          | Julien Andlauer          | Mikkel O. Pedersen       | Christian Ried        |
| 83             |          | Richard Mille AF Corse    | Ferrari 488 GTE Evo      | M        |          | Luís Pérez Companc       | Alessio Rovera           | Lilou Wadoux          |
| 85             |          | Iron Dames                | Porsche 911 RSR-19       | M        |          | Sarah Bovy               | Rahel Frey               | Michelle Gatting      |
| 86             |          | GR Racing                 | Porsche 911 RSR-19       | M        |          | Benjamin Barker          | Riccardo Pera            | Michael Wainwright    |
| 88             |          | Proton Competition        | Porsche 911 RSR-19       | M        |          | Jonas Ried               | Harry Tincknell          | Donald Yount          |
| 98             |          | Northwest AMR             | Aston Martin Vantage AMR | M        |          | Ian James                | Daniel Mancinelli        | Alex Riberas          |
| 100            |          | Walkenhorst Motorsport    | Ferrari 488 GTE Evo      | M        |          | Andrew Haryanto          | Chandler Hull            | Jeff Segal            |
| 777            |          | D'Station Racing          | Aston Martin Vantage AMR | M        |          | Tomonobu Fujii           | Satoshi Hoshino          | Casper Stevenson (en) |
| 911            |          | Proton Competition        | Porsche 911 RSR-19       | M        |          | Michael Fassbender       | Richard Lietz            | Martin Rump           |
| Innovative Car |          |                           |                          |          |          |                          |                          |                       |
| 24             |          | Hendrick Motorsports      | Chevrolet Camaro ZL1     | G        |          | Jenson Button            | Jimmie Johnson           | Mike Rockenfeller     |

#### Réservistes
| Ordre | Catégorie | N°  | Pays | Écurie          | Voiture                  | Pneu | Pilote 1         | Pilote 2           | Pilote 3          |
| ----- | --------- | --- | ---- | --------------- | ------------------------ | ---- | ---------------- | ------------------ | ----------------- |
| 1     | GTE Am    | 555 |      | Spirit of Race  | Ferrari 488 GTE Evo      | M    | Duncan Cameron   | Matthew Griffin    | David Perel       |
| 2     | LMP2      | 81  |      | DragonSpeed USA | Oreca 07-Gibson          | G    | Henrik Hedman    | Juan Pablo Montoya | Sebastián Montoya |
| 3     | LMP2      | 15  |      | Nielsen Racing  | Oreca 07-Gibson          | G    | Matthew Bell     | Anthony Wells      | TBA               |
| 4     | GTE Am    | 46  |      | Team Project 1  | Porsche 911 RSR-19       | M    | Timo Glock       | TBA                | TBA               |
| 5     | LMP2      | 44  |      | ARC Bratislava  | Oreca 07-Gibson          | G    | Miroslav Konôpka | TBA                | TBA               |
| 6     | GTE Am    | 52  |      | Formula Racing  | Ferrari 488 GTE Evo      | M    | Conrad Laursen   | Johnny Laursen     | TBA               |
| 7     | GTE Am    | 95  |      | TF Sport        | Aston Martin Vantage AMR | M    | Jonathan Adam    | John Hartshorne    | TBA               |
| 8     | GTE Am    | 59  |      | Garage 59       | Ferrari 488 GTE Evo      | M    | Alexander West   | TBA                | TBA               |

### Balance des Performances (en anglais BoP)
A la fin du mois de mai, juste avant la Journée Test, le pouvoir sportif (ACO-FIA) annonce une modification de le Balance des Performances (BoP) entre les concurrents. La BoP, qui était en principe figée jusqu'à la première moitié de la saison, soit après l'épreuve, est en effet jugée imparfaite par le législateur. Les modifications se traduisent notamment par une pénalisation en poids de certaines Hypercars, dont Toyota au premier chef, puis Ferrari, ainsi que Cadillac et Porsche dans une moindre mesure.

## Journée Test
| Pos. | Classe         | No. | Écurie                    | Séance 1       | Séance 2       |
| ---- | -------------- | --- | ------------------------- | -------------- | -------------- |
| 1    | Hypercar       | 51  | Ferrari AF Corse          | 3 min 31 s 636 | 3 min 29 s 504 |
| 2    | Hypercar       | 6   | Porsche Penske Motorsport | 3 min 33 s 413 | 3 min 29 s 648 |
| 3    | Hypercar       | 7   | Toyota Gazoo Racing       | 3 min 31 s 856 | 3 min 29 s 827 |
| 4    | Hypercar       | 50  | Ferrari AF Corse          | 3 min 30 s 686 | 3 min 29 s 856 |
| 5    | Hypercar       | 75  | Porsche Penske Motorsport | 3 min 38 s 922 | 3 min 29 s 905 |
| 6    | Hypercar       | 5   | Porsche Penske Motorsport | 3 min 34 s 314 | 3 min 30 s 281 |
| 7    | Hypercar       | 93  | Peugeot TotalEnergies     | 3 min 32 s 764 | 3 min 30 s 427 |
| 8    | Hypercar       | 2   | Cadillac Racing           | 3 min 34 s 021 | 3 min 30 s 673 |
| 9    | Hypercar       | 8   | Toyota Gazoo Racing       | 3 min 32 s 889 | 3 min 31 s 009 |
| 10   | Hypercar       | 94  | Peugeot TotalEnergies     | 3 min 31 s 346 | 3 min 31 s 093 |
| 11   | Hypercar       | 38  | Hertz Team Jota           | 3 min 31 s 477 | 3 min 31 s 290 |
| 12   | Hypercar       | 4   | Floyd Vanwall Racing Team | 3 min 35 s 458 | 3 min 31 s 453 |
| 13   | Hypercar       | 708 | Glickenhaus Racing        | 3 min 34 s 045 | 3 min 31 s 711 |
| 14   | Hypercar       | 3   | Cadillac Racing           | 3 min 32 s 073 | 3 min 31 s 821 |
| 15   | Hypercar       | 709 | Glickenhaus Racing        | 3 min 36 s 639 | 3 min 31 s 878 |
| 16   | Hypercar       | 311 | Action Express Racing     | 3 min 34 s 399 | 3 min 33 s 795 |
| 17   | LMP2           | 28  | Jota                      | 3 min 39 s 203 | 3 min 35 s 472 |
| 18   | LMP2           | 31  | Team WRT                  | 3 min 37 s 767 | 3 min 36 s 243 |
| 19   | LMP2           | 47  | Cool Racing               | 3 min 36 s 409 | 3 min 40 s 192 |
| 20   | LMP2           | 35  | Alpine Elf Team           | 3 min 38 s 559 | 3 min 36 s 644 |
| 21   | LMP2           | 36  | Alpine Elf Team           | 3 min 38 s 524 | 3 min 36 s 782 |
| 22   | LMP2           | 23  | United Autosports         | 3 min 39 s 843 | 3 min 36 s 915 |
| 23   | LMP2           | 9   | Prema Racing              | 3 min 40 s 188 | 3 min 37 s 130 |
| 24   | LMP2           | 923 | Racing Team Turkey        | 3 min 39 s 538 | 3 min 37 s 151 |
| 25   | LMP2           | 10  | Vector Sport              | 3 min 39 s 324 | 3 min 37 s 163 |
| 26   | LMP2           | 80  | AF Corse                  | 3 min 39 s 499 | 3 min 37 s 385 |
| 27   | LMP2           | 13  | Tower Motorsports         | 3 min 40 s 216 | 3 min 37 s 414 |
| 28   | LMP2           | 48  | IDEC Sport                | 3 min 37 s 427 | 3 min 37 s 931 |
| 29   | LMP2           | 37  | Cool Racing               | 3 min 38 s 589 | 3 min 37 s 620 |
| 30   | LMP2           | 30  | Duqueine Team             | 3 min 41 s 413 | 3 min 37 s 817 |
| 31   | LMP2           | 65  | Panis Racing              | 3 min 40 s 031 | 3 min 37 s 949 |
| 32   | LMP2           | 41  | Team WRT                  | 3 min 38 s 700 | 3 min 37 s 989 |
| 33   | LMP2           | 34  | Inter Europol Competition | 3 min 38 s 036 | 3 min 38 s 178 |
| 34   | LMP2           | 22  | United Autosports         | 3 min 39 s 265 | 3 min 38 s 138 |
| 35   | LMP2           | 45  | Algarve Pro Racing        | 3 min 43 s 327 | 3 min 38 s 264 |
| 36   | LMP2           | 14  | Nielsen Racing            | 3 min 38 s 583 | 3 min 39 s 023 |
| 37   | LMP2           | 63  | Prema Racing              | 3 min 41 s 373 | 3 min 38 s 868 |
| 38   | LMP2           | 43  | DKR Engineering           | 3 min 40 s 572 | 3 min 39 s 629 |
| 39   | LMP2           | 39  | Graff Racing              | 3 min 42 s 210 | 3 min 40 s 091 |
| 40   | LMP2           | 32  | Inter Europol Competition | 3 min 41 s 615 | 3 min 40 s 669 |
| 41   | Innovative Car | 24  | Hendrick Motorsports      | 3 min 56 s 880 | 3 min 53 s 761 |
| 42   | LMGTE Am       | 66  | JMW Motorsport            | 3 min 56 s 623 | 3 min 56 s 088 |
| 43   | LMGTE Am       | 54  | AF Corse                  | 3 min 58 s 458 | 3 min 56 s 184 |
| 44   | LMGTE Am       | 57  | Kessel Racing             | 3 min 57 s 602 | 3 min 56 s 281 |
| 45   | LMGTE Am       | 86  | GR Racing                 | 4 min 01 s 376 | 3 min 56 s 286 |
| 46   | LMGTE Am       | 88  | Proton Competition        | 3 min 59 s 731 | 3 min 56 s 584 |
| 47   | LMGTE Am       | 77  | Dempsey - Proton Racing   | 4 min 00 s 621 | 3 min 56 s 631 |
| 48   | LMGTE Am       | 777 | D'Station Racing          | 3 min 58 s 316 | 3 min 56 s 727 |
| 49   | LMGTE Am       | 21  | AF Corse                  | 3 min 56 s 751 | 3 min 56 s 906 |
| 50   | LMGTE Am       | 25  | ORT By TF                 | 3 min 56 s 795 | 3 min 58 s 673 |
| 51   | LMGTE Am       | 74  | Kessel Racing             | 4 min 01 s 030 | 3 min 56 s 798 |
| 52   | LMGTE Am       | 60  | Iron Lynx                 | 3 min 58 s 061 | 3 min 56 s 972 |
| 53   | LMGTE Am       | 83  | Richard Mille AF Corse    | 3 min 59 s 277 | 3 min 57 s 282 |
| 54   | LMGTE Am       | 100 | Walkenhorst Motorsport    | 4 min 03 s 806 | 3 min 57 s 352 |
| 55   | LMGTE Am       | 911 | Proton Competition        | 3 min 58 s 381 | 3 min 57 s 570 |
| 56   | LMGTE Am       | 33  | Corvette Racing           | 4 min 00 s 677 | 3 min 57 s 768 |
| 57   | LMGTE Am       | 56  | Project 1 - AO            | 4 min 01 s 202 | 3 min 57 s 814 |
| 58   | LMGTE Am       | 98  | Northwest AMR             | 3 min 58 s 179 | 3 min 57 s 815 |
| 59   | LMGTE Am       | 16  | Proton Competition        | 3 min 59 s 200 | 3 min 57 s 916 |
| 60   | LMGTE Am       | 72  | TF Sport                  | 4 min 00 s 272 | 3 min 58 s 032 |
| 61   | LMGTE Am       | 85  | Iron Dames                | 4 min 01 s 106 | 3 min 58 s 092 |
| 62   | LMGTE Am       | 55  | GMB Motorsport            | 3 min 59 s 286 | 3 min 59 s 476 |

## Qualifications

### Classement final
| Pos. | Classe         | N°  | Équipe                    | Qualification  | Hyperpole      | Gri. |
| ---- | -------------- | --- | ------------------------- | -------------- | -------------- | ---- |
| 1    | Hypercar       | 50  | Ferrari AF Corse          | 3 min 25 s 213 | 3 min 22 s 982 | 1    |
| 2    | Hypercar       | 51  | Ferrari AF Corse          | 3 min 25 s 412 | 3 min 23 s 755 | 2    |
| 3    | Hypercar       | 8   | Toyota Gazoo Racing       | 3 min 25 s 749 | 3 min 24 s 451 | 3    |
| 4    | Hypercar       | 75  | Porsche Penske Motorsport | 3 min 25 s 868 | 3 min 24 s 531 | 4    |
| 5    | Hypercar       | 7   | Toyota Gazoo Racing       | 3 min 25 s 485 | 3 min 24 s 933 | 5    |
| 6    | Hypercar       | 2   | Cadillac Racing           | 3 min 26 s 020 | 3 min 25 s 170 | 6    |
| 7    | Hypercar       | 5   | Porsche Penske Motorsport | 3 min 25 s 848 | 3 min 25 s 176 | 7    |
| 8    | Hypercar       | 3   | Cadillac Racing           | 3 min 25 s 924 | 3 min 25 s 521 | 8    |
| 9    | Hypercar       | 6   | Porsche Penske Motorsport | 3 min 26 s 900 |                | 9    |
| 10   | Hypercar       | 93  | Peugeot TotalEnergies     | 3 min 27 s 260 |                | 10   |
| 11   | Hypercar       | 94  | Peugeot TotalEnergies     | 3 min 27 s 850 |                | 11   |
| 12   | Hypercar       | 708 | Glickenhaus Racing        | 3 min 28 s 497 |                | 12   |
| 13   | Hypercar       | 311 | Action Express Racing     | 3 min 28 s 767 |                | 13   |
| 14   | Hypercar       | 709 | Glickenhaus Racing        | 3 min 29 s 082 |                | 14   |
| 15   | Hypercar       | 4   | Floyd Vanwall Racing Team | 3 min 29 s 745 |                | 15   |
| 16   | LMP2           | 48  | IDEC Sport                | 3 min 34 s 985 | 3 min 32 s 923 | 16   |
| 17   | LMP2           | 28  | Jota                      | 3 min 34 s 751 | 3 min 33 s 035 | 17   |
| 18   | LMP2           | 41  | Team WRT                  | 3 min 34 s 753 | 3 min 33 s 240 | 18   |
| 19   | LMP2           | 47  | Cool Racing               | 3 min 35 s 105 | 3 min 33 s 580 | 19   |
| 20   | LMP2           | 63  | Prema Racing              | 3 min 34 s 793 | 3 min 33 s 983 | 20   |
| 21   | LMP2           | 14  | Nielsen Racing            | 3 min 35 s 453 | 3 min 34 s 021 | 21   |
| 22   | LMP2           | 9   | Prema Racing              | 3 min 35 s 392 | 3 min 34 s 658 | 22   |
| 23   | LMP2           | 10  | Vector Sport              | 3 min 34 s 985 | 3 min 35 s 091 | 23   |
| 24   | LMP2           | 45  | Algarve Pro Racing        | 3 min 35 s 578 |                | 24   |
| 25   | LMP2           | 22  | United Autosports         | 3 min 35 s 587 |                | 25   |
| 26   | LMP2           | 923 | Racing Team Turkey        | 3 min 35 s 658 |                | 26   |
| 27   | LMP2           | 65  | Panis Racing              | 3 min 35 s 691 |                | 27   |
| 28   | LMP2           | 34  | Inter Europol Competition | 3 min 35 s 755 |                | 28   |
| 29   | LMP2           | 23  | United Autosports         | 3 min 35 s 853 |                | 29   |
| 30   | LMP2           | 31  | Team WRT                  | 3 min 35 s 853 |                | 30   |
| 31   | LMP2           | 37  | Cool Racing               | 3 min 36 s 271 |                | 31   |
| 32   | LMP2           | 80  | AF Corse                  | 3 min 36 s 483 |                | 32   |
| 33   | LMP2           | 43  | DKR Engineering           | 3 min 37 s 146 |                | 33   |
| 34   | LMP2           | 35  | Alpine Elf Team           | 3 min 37 s 498 |                | 34   |
| 35   | LMP2           | 30  | Duqueine Team             | 3 min 37 s 584 |                | 35   |
| 36   | LMP2           | 32  | Inter Europol Competition | 3 min 39 s 303 |                | 36   |
| 37   | Innovative Car | 24  | Hendrick Motorsports      | 3 min 47 s 976 |                | 39   |
| 38   | LMP2           | 39  | Graff Racing              | 3 min 49 s 288 |                | 37   |
| 39   | LMGTE Am       | 33  | Corvette Racing           | 3 min 52 s 228 | 3 min 52 s 376 | 40   |
| 40   | LMGTE Am       | 25  | ORT By TF                 | 3 min 52 s 431 | 3 min 53 s 905 | 41   |
| 41   | LMGTE Am       | 54  | AF Corse                  | 3 min 51 s 914 | 3 min 54 s 582 | 42   |
| 42   | LMGTE Am       | 21  | AF Corse                  | 3 min 52 s 968 | 3 min 54 s 744 | 43   |
| 43   | LMGTE Am       | 83  | Richard Mille AF Corse    | 3 min 51 s 877 | 3 min 55 s 033 | 44   |
| 44   | LMGTE Am       | 57  | Kessel Racing             | 3 min 52 s 459 | 3 min 55 s 637 | 45   |
| 45   | LMGTE Am       | 55  | GMB Motorsport            | 3 min 52 s 484 | 3 min 57 s 240 | 46   |
| 46   | LMGTE Am       | 74  | Kessel Racing             | 3 min 53 s 263 | 3 min 59 s 648 | 47   |
| 47   | LMGTE Am       | 77  | Dempsey - Proton Racing   | 3 min 53 s 481 |                | 48   |
| 48   | LMGTE Am       | 86  | GR Racing                 | 3 min 53 s 531 |                | 49   |
| 49   | LMGTE Am       | 100 | Walkenhorst Motorsport    | 3 min 53 s 590 |                | 50   |
| 50   | LMGTE Am       | 85  | Iron Dames                | 3 min 53 s 603 |                | 51   |
| 51   | LMGTE Am       | 60  | Iron Lynx                 | 3 min 53 s 626 |                | 52   |
| 52   | LMGTE Am       | 72  | TF Sport                  | 3 min 53 s 703 |                | 53   |
| 53   | LMGTE Am       | 56  | Project 1 - AO            | 3 min 53 s 947 |                | 54   |
| 54   | LMGTE Am       | 911 | Proton Competition        | 3 min 54 s 129 |                | 55   |
| 55   | LMGTE Am       | 16  | Proton Competition        | 3 min 54 s 293 |                | 56   |
| 56   | LMGTE Am       | 98  | Northwest AMR             | 3 min 54 s 498 |                | 57   |
| 57   | LMGTE Am       | 66  | JMW Motorsport            | 3 min 55 s 991 |                | 58   |
| 58   | LMGTE Am       | 88  | Proton Competition        | 3 min 58 s 486 |                | 59   |
| 59   | LMP2           | 36  | Alpine Elf Team           | 3 min 59 s 171 |                | 38   |
| 60   | LMP2           | 13  | Tower Motorsports         | Pas de temps   |                | 60   |
| 61   | Hypercar       | 38  | Hertz Team Jota           | Pas de temps   |                | 61   |
| 62   | LMGTE Am       | 777 | D'Station Racing          | Pas de temps   |                | 62   |

## Course

### Classements intermédiaires
| Pos. | Après la 1re heure | Après la 1re heure                                                            | Après 6 heures | Après 6 heures                                                            | Après 12 heures | Après 12 heures                                                                 | Après 18 heures | Après 18 heures                                                                 |
| Pos. | n°                 | Voiture / Pilotes                                                             | n°             | Voiture / Pilotes                                                         | n°              | Voiture / Pilotes                                                               | n°              | Voiture / Pilotes                                                               |
| ---- | ------------------ | ----------------------------------------------------------------------------- | -------------- | ------------------------------------------------------------------------- | --------------- | ------------------------------------------------------------------------------- | --------------- | ------------------------------------------------------------------------------- |
| 1    | 8                  | Toyota Gazoo Racing Toyota GR010 Hybrid (Hypercar) Buemi - Hartley - Hirakawa | 51             | Ferrari AF Corse Ferrari 499P (Hypercar) Pier Guidi - Calado - Giovinazzi | 51              | Ferrari AF Corse Ferrari 499P (Hypercar) Pier Guidi - Calado - Giovinazzi       | 51              | Ferrari AF Corse Ferrari 499P (Hypercar) Pier Guidi - Calado - Giovinazzi       |
| 2    | 51                 | Ferrari AF Corse Ferrari 499P (Hypercar) Pier Guidi - Calado - Giovinazzi     | 75             | Porsche Penske Motorsport Porsche 963 (Hypercar) Nasr - Jaminet - Tandy   | 8               | Toyota Gazoo Racing Toyota GR010 Hybrid (Hypercar) Buemi - Hartley - Hirakawa   | 8               | Toyota Gazoo Racing Toyota GR010 Hybrid (Hypercar) Buemi - Hartley - Hirakawa   |
| 3    | 7                  | Toyota Gazoo Racing Toyota GR010 Hybrid (Hypercar) Conway - Kobayashi - López | 50             | Ferrari AF Corse Ferrari 499P (Hypercar) Fuoco - Molina - Nielsen         | 2               | Cadillac Racing Cadillac V-Series.R (Hypercar) Bamber - Lynn - Westbrook        | 2               | Cadillac Racing Cadillac V-Series.R (Hypercar) Bamber - Lynn - Westbrook        |
| 4    | 75                 | Porsche Penske Motorsport Porsche 963 (Hypercar) Nasr - Jaminet - Tandy       | 94             | Peugeot TotalEnergies Peugeot 9X8 (Hypercar) Duval - Menezes - Müller     | 6               | Porsche Penske Motorsport Porsche 963 (Hypercar) Estre - Lotterer - Vanthoor    | 3               | Cadillac Racing Cadillac V-Series.R (Hypercar) Bourdais - van der Zande - Dixon |
| 5    | 6                  | Porsche Penske Motorsport Porsche 963 (Hypercar) Estre - Lotterer - Vanthoor  | 2              | Cadillac Racing Cadillac V-Series.R (Hypercar) Bamber - Lynn - Westbrook  | 3               | Cadillac Racing Cadillac V-Series.R (Hypercar) Bourdais - van der Zande - Dixon | 93              | Peugeot TotalEnergies Peugeot 9X8 (Hypercar) di Resta - Jensen - Vergne         |

### Classement final de la course
| Pos  | Classe         | no  | Écurie                    | Pilotes                                                     | Châssis                       | Pneus | Tours | Temps / Abandon                      |
| Pos  | Classe         | no  | Écurie                    | Pilotes                                                     | Moteur                        | Pneus | Tours | Temps / Abandon                      |
| ---- | -------------- | --- | ------------------------- | ----------------------------------------------------------- | ----------------------------- | ----- | ----- | ------------------------------------ |
| 1    | Hypercar       | 51  | Ferrari AF Corse          | Alessandro Pier Guidi James Calado Antonio Giovinazzi       | Ferrari 499P                  | M     | 342   | 24 h 0 min 18 s 099                  |
| 1    | Hypercar       | 51  | Ferrari AF Corse          | Alessandro Pier Guidi James Calado Antonio Giovinazzi       | Ferrari 3,0 L V6 Bi-Turbo     | M     | 342   | 24 h 0 min 18 s 099                  |
| 2    | Hypercar       | 8   | Toyota Gazoo Racing       | Sébastien Buemi Brendon Hartley Ryō Hirakawa                | Toyota GR010 Hybrid           | M     | 342   | + 1 min 21 s 793                     |
| 2    | Hypercar       | 8   | Toyota Gazoo Racing       | Sébastien Buemi Brendon Hartley Ryō Hirakawa                | Toyota 3,5 L V6 Bi-Turbo      | M     | 342   | + 1 min 21 s 793                     |
| 3    | Hypercar       | 2   | Cadillac Racing           | Earl Bamber Alex Lynn Richard Westbrook                     | Cadillac V-Series.R           | M     | 341   | + 1 tour                             |
| 3    | Hypercar       | 2   | Cadillac Racing           | Earl Bamber Alex Lynn Richard Westbrook                     | Cadillac LMC55R 5,5 L V8 Atmo | M     | 341   | + 1 tour                             |
| 4    | Hypercar       | 3   | Cadillac Racing           | Sébastien Bourdais Renger van der Zande Scott Dixon         | Cadillac V-Series.R           | M     | 340   | + 2 tours                            |
| 4    | Hypercar       | 3   | Cadillac Racing           | Sébastien Bourdais Renger van der Zande Scott Dixon         | Cadillac LMC55R 5,5 L V8 Atmo | M     | 340   | + 2 tours                            |
| 5    | Hypercar       | 50  | Ferrari AF Corse          | Antonio Fuoco Miguel Molina Nicklas Nielsen                 | Ferrari 499P                  | M     | 337   | + 5 tours                            |
| 5    | Hypercar       | 50  | Ferrari AF Corse          | Antonio Fuoco Miguel Molina Nicklas Nielsen                 | Ferrari 3,0 L V6 Bi-Turbo     | M     | 337   | + 5 tours                            |
| 6    | Hypercar       | 708 | Glickenhaus Racing        | Romain Dumas Ryan Briscoe Olivier Pla                       | Glickenhaus 007 LMH           | M     | 335   | + 7 tours                            |
| 6    | Hypercar       | 708 | Glickenhaus Racing        | Romain Dumas Ryan Briscoe Olivier Pla                       | Pipo Moteurs 3,5 L V6 Turbo   | M     | 335   | + 7 tours                            |
| 7    | Hypercar       | 709 | Glickenhaus Racing        | Franck Mailleux Nathanaël Berthon Esteban Gutiérrez         | Glickenhaus 007 LMH           | M     | 333   | + 9 tours                            |
| 7    | Hypercar       | 709 | Glickenhaus Racing        | Franck Mailleux Nathanaël Berthon Esteban Gutiérrez         | Pipo Moteurs 3,5 L V6 Turbo   | M     | 333   | + 9 tours                            |
| 8    | Hypercar       | 93  | Peugeot TotalEnergies     | Paul di Resta Mikkel Jensen Jean-Éric Vergne                | Peugeot 9X8                   | M     | 330   | + 12 tours                           |
| 8    | Hypercar       | 93  | Peugeot TotalEnergies     | Paul di Resta Mikkel Jensen Jean-Éric Vergne                | Peugeot 2,6 L V6 Bi-Turbo     | M     | 330   | + 12 tours                           |
| 9    | LMP2           | 34  | Inter Europol Competition | Jakub Śmiechowski Albert Costa Fabio Scherer                | Oreca 07                      | G     | 328   | + 14 tours                           |
| 9    | LMP2           | 34  | Inter Europol Competition | Jakub Śmiechowski Albert Costa Fabio Scherer                | Gibson GK428 4,2 L V8 Atmo    | G     | 328   | + 14 tours                           |
| 10   | LMP2           | 41  | Team WRT                  | Rui Andrade Louis Delétraz Robert Kubica                    | Oreca 07                      | G     | 328   | + 14 tours                           |
| 10   | LMP2           | 41  | Team WRT                  | Rui Andrade Louis Delétraz Robert Kubica                    | Gibson GK428 4,2 L V8 Atmo    | G     | 328   | + 14 tours                           |
| 11   | LMP2           | 30  | Duqueine Team             | Neel Jani René Binder Nico Pino                             | Oreca 07                      | G     | 327   | + 15 tours                           |
| 11   | LMP2           | 30  | Duqueine Team             | Neel Jani René Binder Nico Pino                             | Gibson GK428 4,2 L V8 Atmo    | G     | 327   | + 15 tours                           |
| 12   | LMP2           | 36  | Alpine Elf Team           | Matthieu Vaxiviere Charles Milesi Julien Canal              | Oreca 07                      | G     | 327   | + 15 tours                           |
| 12   | LMP2           | 36  | Alpine Elf Team           | Matthieu Vaxiviere Charles Milesi Julien Canal              | Gibson GK428 4,2 L V8 Atmo    | G     | 327   | + 15 tours                           |
| 13   | LMP2           | 31  | Team WRT                  | Sean Gelael Ferdinand Habsburg Robin Frijns                 | Oreca 07                      | G     | 327   | + 15 tours                           |
| 13   | LMP2           | 31  | Team WRT                  | Sean Gelael Ferdinand Habsburg Robin Frijns                 | Gibson GK428 4,2 L V8 Atmo    | G     | 327   | + 15 tours                           |
| 14   | LMP2           | 48  | IDEC Sport                | Paul Lafargue Paul-Loup Chatin Laurents Hörr                | Oreca 07                      | G     | 327   | + 15 tours                           |
| 14   | LMP2           | 48  | IDEC Sport                | Paul Lafargue Paul-Loup Chatin Laurents Hörr                | Gibson GK428 4,2 L V8 Atmo    | G     | 327   | + 15 tours                           |
| 15   | LMP2           | 10  | Vector Sport              | Ryan Cullen Gabriel Aubry Matthias Kaiser                   | Oreca 07                      | G     | 325   | + 17 tours                           |
| 15   | LMP2           | 10  | Vector Sport              | Ryan Cullen Gabriel Aubry Matthias Kaiser                   | Gibson GK428 4,2 L V8 Atmo    | G     | 325   | + 17 tours                           |
| 16   | Hypercar       | 5   | Porsche Penske Motorsport | Dane Cameron Michael Christensen Frédéric Makowiecki        | Porsche 963                   | M     | 325   | + 17 tours                           |
| 16   | Hypercar       | 5   | Porsche Penske Motorsport | Dane Cameron Michael Christensen Frédéric Makowiecki        | Porsche 9RD 4,6 L V8 Bi-Turbo | M     | 325   | + 17 tours                           |
| 17   | Hypercar       | 311 | Action Express Racing     | Pipo Derani Alexander Sims Jack Aitken                      | Cadillac V-Series.R           | M     | 324   | + 18 tours                           |
| 17   | Hypercar       | 311 | Action Express Racing     | Pipo Derani Alexander Sims Jack Aitken                      | Cadillac LMC55R 5,5 L V8 Atmo | M     | 324   | + 18 tours                           |
| 18   | LMP2           | 23  | United Autosports         | Tom Blomqvist Oliver Jarvis Josh Pierson                    | Oreca 07                      | G     | 323   | + 19 tours                           |
| 18   | LMP2           | 23  | United Autosports         | Tom Blomqvist Oliver Jarvis Josh Pierson                    | Gibson GK428 4,2 L V8 Atmo    | G     | 323   | + 19 tours                           |
| 19   | LMP2           | 35  | Alpine Elf Team           | André Negrão Olli Caldwell Memo Rojas                       | Oreca 07                      | G     | 322   | + 20 tours                           |
| 19   | LMP2           | 35  | Alpine Elf Team           | André Negrão Olli Caldwell Memo Rojas                       | Gibson GK428 4,2 L V8 Atmo    | G     | 322   | + 20 tours                           |
| 20   | LMP2 Pro-Am    | 45  | Algarve Pro Racing        | James Allen Colin Braun George Kurtz                        | Oreca 07                      | G     | 322   | + 20 tours                           |
| 20   | LMP2 Pro-Am    | 45  | Algarve Pro Racing        | James Allen Colin Braun George Kurtz                        | Gibson GK428 4,2 L V8 Atmo    | G     | 322   | + 20 tours                           |
| 21   | LMP2           | 22  | United Autosports         | Phil Hanson Filipe Albuquerque Frederick Lubin (en)         | Oreca 07                      | G     | 321   | + 21 tours                           |
| 21   | LMP2           | 22  | United Autosports         | Phil Hanson Filipe Albuquerque Frederick Lubin (en)         | Gibson GK428 4,2 L V8 Atmo    | G     | 321   | + 21 tours                           |
| 22   | Hypercar       | 6   | Porsche Penske Motorsport | Kévin Estre André Lotterer Laurens Vanthoor                 | Porsche 963                   | M     | 320   | + 22 tours                           |
| 22   | Hypercar       | 6   | Porsche Penske Motorsport | Kévin Estre André Lotterer Laurens Vanthoor                 | Porsche 9RD 4,6 L V8 Bi-Turbo | M     | 320   | + 22 tours                           |
| 23   | LMP2 Pro-Am    | 37  | Cool Racing               | Nicolas Lapierre Alexandre Coigny Malthe Jakobsen           | Oreca 07                      | G     | 317   | + 25 tours                           |
| 23   | LMP2 Pro-Am    | 37  | Cool Racing               | Nicolas Lapierre Alexandre Coigny Malthe Jakobsen           | Gibson GK428 4,2 L V8 Atmo    | G     | 317   | + 25 tours                           |
| 24   | LMP2           | 28  | Jota                      | David Heinemeier Hansson Oliver Rasmussen Pietro Fittipaldi | Oreca 07                      | G     | 316   | + 26 tours                           |
| 24   | LMP2           | 28  | Jota                      | David Heinemeier Hansson Oliver Rasmussen Pietro Fittipaldi | Gibson GK428 4,2 L V8 Atmo    | G     | 316   | + 26 tours                           |
| 25   | LMP2           | 65  | Panis Racing              | Manuel Maldonado Tijmen van der Helm Job van Uitert         | Oreca 07                      | G     | 316   | + 26 tours                           |
| 25   | LMP2           | 65  | Panis Racing              | Manuel Maldonado Tijmen van der Helm Job van Uitert         | Gibson GK428 4,2 L V8 Atmo    | G     | 316   | + 26 tours                           |
| 26   | LMGTE Am       | 33  | Corvette Racing           | Nicky Catsburg Ben Keating Nicolás Varrone (en)             | Chevrolet Corvette C8.R       | M     | 313   | + 29 tours                           |
| 26   | LMGTE Am       | 33  | Corvette Racing           | Nicky Catsburg Ben Keating Nicolás Varrone (en)             | Chevrolet LT 5,5 L V8 Turbo   | M     | 313   | + 29 tours                           |
| 27   | Hypercar       | 94  | Peugeot TotalEnergies     | Loïc Duval Gustavo Menezes Nico Müller                      | Peugeot 9X8                   | M     | 312   | + 30 tours                           |
| 27   | Hypercar       | 94  | Peugeot TotalEnergies     | Loïc Duval Gustavo Menezes Nico Müller                      | Peugeot 2,6 L V6 Bi-Turbo     | M     | 312   | + 30 tours                           |
| 28   | LMGTE Am       | 25  | ORT by TF                 | Ahmad Al Harthy Michael Dinan (en) Charlie Eastwood         | Aston Martin Vantage AMR      | M     | 312   | + 30 tours                           |
| 28   | LMGTE Am       | 25  | ORT by TF                 | Ahmad Al Harthy Michael Dinan (en) Charlie Eastwood         | Aston Martin 4,5 L V8 Turbo   | M     | 312   | + 30 tours                           |
| 29   | LMGTE Am       | 86  | GR Racing                 | Michael Wainwright Ben Barker Riccardo Pera                 | Porsche 911 RSR-19            | M     | 312   | + 30 tours                           |
| 29   | LMGTE Am       | 86  | GR Racing                 | Michael Wainwright Ben Barker Riccardo Pera                 | Porsche 4,2 L Flat-6 Atmo     | M     | 312   | + 30 tours                           |
| 30   | LMGTE Am       | 85  | Iron Dames                | Sarah Bovy Rahel Frey Michelle Gatting                      | Porsche 911 RSR-19            | M     | 312   | + 30 tours                           |
| 30   | LMGTE Am       | 85  | Iron Dames                | Sarah Bovy Rahel Frey Michelle Gatting                      | Porsche 4,2 L Flat-6 Atmo     | M     | 312   | + 30 tours                           |
| 31   | LMGTE Am       | 54  | AF Corse                  | Thomas Flohr Francesco Castellacci Davide Rigon             | Ferrari 488 GTE Evo           | M     | 312   | + 30 tours                           |
| 31   | LMGTE Am       | 54  | AF Corse                  | Thomas Flohr Francesco Castellacci Davide Rigon             | Ferrari F154CB 3,9 L V8 Turbo | M     | 312   | + 30 tours                           |
| 32   | LMP2 Pro-Am    | 43  | DKR Engineering           | Tom Van Rompuy (de) Ugo de Wilde Maxime Martin              | Oreca 07                      | G     | 311   | + 31 tours                           |
| 32   | LMP2 Pro-Am    | 43  | DKR Engineering           | Tom Van Rompuy (de) Ugo de Wilde Maxime Martin              | Gibson GK428 4,2 L V8 Atmo    | G     | 311   | + 31 tours                           |
| 33   | LMGTE Am       | 98  | Northwest AMR             | Ian James Daniel Mancinelli Alex Riberas                    | Aston Martin Vantage AMR      | M     | 310   | + 32 tours                           |
| 33   | LMGTE Am       | 98  | Northwest AMR             | Ian James Daniel Mancinelli Alex Riberas                    | Aston Martin 4,5 L V8 Turbo   | M     | 310   | + 32 tours                           |
| 34   | LMP2           | 9   | Prema Racing              | Juan Manuel Correa Filip Ugran Bent Viscaal                 | Oreca 07                      | G     | 310   | + 32 tours                           |
| 34   | LMP2           | 9   | Prema Racing              | Juan Manuel Correa Filip Ugran Bent Viscaal                 | Gibson GK428 4,2 L V8 Atmo    | G     | 310   | + 32 tours                           |
| 35   | LMGTE Am       | 56  | Project 1 - AO            | Matteo Cairoli P. J. Hyett (en) Gunnar Jeannette            | Porsche 911 RSR-19            | M     | 309   | + 33 tours                           |
| 35   | LMGTE Am       | 56  | Project 1 - AO            | Matteo Cairoli P. J. Hyett (en) Gunnar Jeannette            | Porsche 4,2 L Flat-6 Atmo     | M     | 309   | + 33 tours                           |
| 36   | LMGTE Am       | 100 | Walkenhorst Motorsport    | Andrew Haryanto Chandler Hull Jeff Segal                    | Ferrari 488 GTE Evo           | M     | 307   | + 35 tours                           |
| 36   | LMGTE Am       | 100 | Walkenhorst Motorsport    | Andrew Haryanto Chandler Hull Jeff Segal                    | Ferrari F154CB 3,9 L V8 Turbo | M     | 307   | + 35 tours                           |
| 37   | LMP2 Pro-Am    | 39  | Graff Racing              | Roberto Lacorte Giedo van der Garde Patrick Pilet           | Oreca 07                      | G     | 303   | + 39 tours                           |
| 37   | LMP2 Pro-Am    | 39  | Graff Racing              | Roberto Lacorte Giedo van der Garde Patrick Pilet           | Gibson GK428 4,2 L V8 Atmo    | G     | 303   | + 39 tours                           |
| 38   | LMGTE Am       | 74  | Kessel Racing             | Kei Cozzolino Yorikatsu Tsujiko Naoki Yokomizo (en)         | Ferrari 488 GTE Evo           | M     | 303   | + 39 tours                           |
| 38   | LMGTE Am       | 74  | Kessel Racing             | Kei Cozzolino Yorikatsu Tsujiko Naoki Yokomizo (en)         | Ferrari F154CB 3,9 L V8 Turbo | M     | 303   | + 39 tours                           |
| 39   | Innovative Car | 24  | Hendrick Motorsports      | Jimmie Johnson Mike Rockenfeller Jenson Button              | Chevrolet Camaro ZL1          | G     | 285   | + 57 tours                           |
| 39   | Innovative Car | 24  | Hendrick Motorsports      | Jimmie Johnson Mike Rockenfeller Jenson Button              | Chevrolet R07.2 5,9 L V8      | G     | 285   | + 57 tours                           |
| 40   | Hypercar       | 38  | Hertz Team Jota           | Antonio Félix da Costa Will Stevens Ye Yifei                | Porsche 963                   | M     | 244   | + 98 tours                           |
| 40   | Hypercar       | 38  | Hertz Team Jota           | Antonio Félix da Costa Will Stevens Ye Yifei                | Porsche 9RD 4,6 L V8 Bi-Turbo | M     | 244   | + 98 tours                           |
| Abd. | LMGTE Am       | 57  | Kessel Racing             | Takeshi Kimura Scott Huffaker (en) Daniel Serra             | Ferrari 488 GTE Evo           | M     | 254   | Accident                             |
| Abd. | LMGTE Am       | 57  | Kessel Racing             | Takeshi Kimura Scott Huffaker (en) Daniel Serra             | Ferrari F154CB 3,9 L V8 Turbo | M     | 254   | Accident                             |
| Abd. | LMGTE Am       | 911 | Proton Competition        | Michael Fassbender Richard Lietz Martin Rump                | Porsche 911 RSR-19            | M     | 246   | Dommages consécutifs à un accident   |
| Abd. | LMGTE Am       | 911 | Proton Competition        | Michael Fassbender Richard Lietz Martin Rump                | Porsche 4,2 L Flat-6 Atmo     | M     | 246   | Dommages consécutifs à un accident   |
| Abd. | LMP2 Pro-Am    | 80  | AF Corse                  | François Perrodo Ben Barnicoat Norman Nato                  | Oreca 07                      | G     | 183   | Accident                             |
| Abd. | LMP2 Pro-Am    | 80  | AF Corse                  | François Perrodo Ben Barnicoat Norman Nato                  | Gibson GK428 4,2 L V8 Atmo    | G     | 183   | Accident                             |
| Abd. | LMGTE Am       | 88  | Proton Competition        | Harry Tincknell Donald Yount Jonas Ried                     | Porsche 911 RSR-19            | M     | 170   | Accident                             |
| Abd. | LMGTE Am       | 88  | Proton Competition        | Harry Tincknell Donald Yount Jonas Ried                     | Porsche 4,2 L Flat-6 Atmo     | M     | 170   | Accident                             |
| Abd. | Hypercar       | 4   | Floyd Vanwall Racing Team | Tom Dillmann Esteban Guerrieri Tristan Vautier              | Vanwall Vandervell 680        | M     | 165   | Moteur                               |
| Abd. | Hypercar       | 4   | Floyd Vanwall Racing Team | Tom Dillmann Esteban Guerrieri Tristan Vautier              | Gibson GL458 4,5 L V8         | M     | 165   | Moteur                               |
| Abd. | LMGTE Am       | 777 | D'Station Racing          | Satoshi Hoshino Casper Stevenson (en) Tomonobu Fujii        | Aston Martin Vantage AMR      | M     | 163   | Batterie                             |
| Abd. | LMGTE Am       | 777 | D'Station Racing          | Satoshi Hoshino Casper Stevenson (en) Tomonobu Fujii        | Aston Martin 4,5 L V8 Turbo   | M     | 163   | Batterie                             |
| Abd. | LMP2           | 47  | Cool Racing               | Reshad de Gerus Vladislav Lomko Simon Pagenaud              | Oreca 07                      | G     | 158   | Accident                             |
| Abd. | LMP2           | 47  | Cool Racing               | Reshad de Gerus Vladislav Lomko Simon Pagenaud              | Gibson GK428 4,2 L V8 Atmo    | G     | 158   | Accident                             |
| Abd. | LMGTE Am       | 77  | Dempsey - Proton Racing   | Christian Ried Mikkel O. Pedersen Julien Andlauer           | Porsche 911 RSR-19            | M     | 118   | Dommages consécutifs à un accrochage |
| Abd. | LMGTE Am       | 77  | Dempsey - Proton Racing   | Christian Ried Mikkel O. Pedersen Julien Andlauer           | Porsche 4,2 L Flat-6 Atmo     | M     | 118   | Dommages consécutifs à un accrochage |
| Abd. | LMP2 Pro-Am    | 32  | Inter Europol Competition | Mark Kvamme Jan Magnussen Anders Fjordbach                  | Oreca 07                      | G     | 117   | Sortie de piste                      |
| Abd. | LMP2 Pro-Am    | 32  | Inter Europol Competition | Mark Kvamme Jan Magnussen Anders Fjordbach                  | Gibson GK428 4,2 L V8 Atmo    | G     | 117   | Sortie de piste                      |
| Abd. | LMP2           | 63  | Prema Racing              | Doriane Pin Daniil Kvyat Mirko Bortolotti                   | Oreca 07                      | G     | 113   | Accident                             |
| Abd. | LMP2           | 63  | Prema Racing              | Doriane Pin Daniil Kvyat Mirko Bortolotti                   | Gibson GK428 4,2 L V8 Atmo    | G     | 113   | Accident                             |
| Abd. | Hypercar       | 7   | Toyota Gazoo Racing       | Mike Conway Kamui Kobayashi José María López                | Toyota GR010 Hybrid           | M     | 103   | Accrochage                           |
| Abd. | Hypercar       | 7   | Toyota Gazoo Racing       | Mike Conway Kamui Kobayashi José María López                | Toyota 3,5 L V6 Bi-Turbo      | M     | 103   | Accrochage                           |
| Abd. | LMGTE Am       | 66  | JMW Motorsport            | Thomas Neubauer (en) Louis Prette (en) Giacomo Petrobelli   | Ferrari 488 GTE Evo           | M     | 89    | Accrochage                           |
| Abd. | LMGTE Am       | 66  | JMW Motorsport            | Thomas Neubauer (en) Louis Prette (en) Giacomo Petrobelli   | Ferrari F154CB 3,9 L V8 Turbo | M     | 89    | Accrochage                           |
| Abd. | LMP2 Pro-Am    | 923 | Racing Team Turkey        | Salih Yoluç Tom Gamble Dries Vanthoor                       | Oreca 07                      | G     | 87    | Accident                             |
| Abd. | LMP2 Pro-Am    | 923 | Racing Team Turkey        | Salih Yoluç Tom Gamble Dries Vanthoor                       | Gibson GK428 4,2 L V8 Atmo    | G     | 87    | Accident                             |
| Abd. | Hypercar       | 75  | Porsche Penske Motorsport | Mathieu Jaminet Felipe Nasr Nick Tandy                      | Porsche 963                   | M     | 84    | Pression d'essence                   |
| Abd. | Hypercar       | 75  | Porsche Penske Motorsport | Mathieu Jaminet Felipe Nasr Nick Tandy                      | Porsche 9RD 4,6 L V8 Bi-Turbo | M     | 84    | Pression d'essence                   |
| Abd. | LMGTE Am       | 72  | TF Sport                  | Arnold Robin Maxime Robin (de) Valentin Hasse-Clot (de)     | Aston Martin Vantage AMR      | M     | 58    | Sortie de piste                      |
| Abd. | LMGTE Am       | 72  | TF Sport                  | Arnold Robin Maxime Robin (de) Valentin Hasse-Clot (de)     | Aston Martin 4,5 L V8 Turbo   | M     | 58    | Sortie de piste                      |
| Abd. | LMGTE Am       | 83  | Richard Mille AF Corse    | Luis Pérez Companc Alessio Rovera Lilou Wadoux              | Ferrari 488 GTE Evo           | M     | 33    | Sortie de piste                      |
| Abd. | LMGTE Am       | 83  | Richard Mille AF Corse    | Luis Pérez Companc Alessio Rovera Lilou Wadoux              | Ferrari F154CB 3,9 L V8 Turbo | M     | 33    | Sortie de piste                      |
| Abd. | LMGTE Am       | 60  | Iron Lynx                 | Claudio Schiavoni Matteo Cressoni Alessio Picariello        | Porsche 911 RSR-19            | M     | 28    | Accrochage                           |
| Abd. | LMGTE Am       | 60  | Iron Lynx                 | Claudio Schiavoni Matteo Cressoni Alessio Picariello        | Porsche 4,2 L Flat-6 Atmo     | M     | 28    | Accrochage                           |
| Abd. | LMGTE Am       | 16  | Proton Competition        | Ryan Hardwick Zacharie Robichon Jan Heylen                  | Porsche 911 RSR-19            | M     | 28    | Accrochage                           |
| Abd. | LMGTE Am       | 16  | Proton Competition        | Ryan Hardwick Zacharie Robichon Jan Heylen                  | Porsche 4,2 L Flat-6 Atmo     | M     | 28    | Accrochage                           |
| Abd. | LMGTE Am       | 55  | GMB Motorsport            | Gustav Birch Jens Møller Marco Sørensen                     | Aston Martin Vantage AMR      | M     | 21    | Accrochage                           |
| Abd. | LMGTE Am       | 55  | GMB Motorsport            | Gustav Birch Jens Møller Marco Sørensen                     | Aston Martin 4,5 L V8 Turbo   | M     | 21    | Accrochage                           |
| Abd. | LMGTE Am       | 21  | AF Corse                  | Simon Mann Ulysse de Pauw (en) Julien Piguet                | Ferrari 488 GTE Evo           | M     | 21    | Accrochage                           |
| Abd. | LMGTE Am       | 21  | AF Corse                  | Simon Mann Ulysse de Pauw (en) Julien Piguet                | Ferrari F154CB 3,9 L V8 Turbo | M     | 21    | Accrochage                           |
| Abd. | LMP2 Pro-Am    | 13  | Tower Motorsports         | René Rast Ricky Taylor Steven Thomas                        | Oreca 07                      | G     | 19    | Accident                             |
| Abd. | LMP2 Pro-Am    | 13  | Tower Motorsports         | René Rast Ricky Taylor Steven Thomas                        | Gibson GK428 4,2 L V8 Atmo    | G     | 19    | Accident                             |
| Abd. | LMP2 Pro-Am    | 14  | Nielsen Racing            | Mathias Beche Ben Hanley Rodrigo Sales                      | Oreca 07                      | G     | 18    | Accident                             |
| Abd. | LMP2 Pro-Am    | 14  | Nielsen Racing            | Mathias Beche Ben Hanley Rodrigo Sales                      | Gibson GK428 4,2 L V8 Atmo    | G     | 18    | Accident                             |

## Records du tour
- Meilleur tour en course absolu :  Antonio Fuoco sur Ferrari 499P en 3 min 27 s 218 au tour 307
- Meilleur tour en course catégorie Hypercar :  Antonio Fuoco sur Ferrari 499P en 3 min 27 s 218 au tour 307
- Meilleur tour en course catégorie LMP2 :  Robin Frijns sur Oreca 07 en 3 min 36 s 043 au tour 293
- Meilleur tour en course catégorie LMGTE Am :   Nicolás Varrone (en) sur Chevrolet Corvette C8.R en 3 min 50 s 439 au tour 261

## À noter
- Longueur du circuit : 13,626 km (13 626 m)
- Nombre de virages : 38
- Nom du circuit : Circuit automobile de la Sarthe
- Lieu : Le Mans, Pays de la Loire, France